# Anthemiolus
 (décembre 2023).
Si vous disposez d'ouvrages ou d'articles de référence ou si vous connaissez des sites web de qualité traitant du thème abordé ici, merci de compléter l'article en donnant les références utiles à sa vérifiabilité et en les liant à la section « Notes et références ».
Anthemiolus était le fils de l'empereur d'Occident Anthémius.

## Biographie
Son histoire et son existence ne sont connues que par la Chronica Gallica de 511. Il fut envoyé par son père en Gaule avec une puissante armée, accompagné de trois généraux (Thorisarius, Everdingus et le comes stabuli Hermianus). Ils furent vaincus par les Wisigoths d'Euric près d'Arles, et tous quatre furent tués. Ce fut la dernière expédition d'une troupe romaine au nord des Alpes.
L'événement dans la chronique se situe entre 467 (avènement d'Euric) et 471-472 (lutte entre Anthemius et Ricimer). Il est sans doute à mettre en relation avec les actions menées en Gaule contre les Wisigoths par Anthémius dans les années 468-471, notamment la défaite de l'armée bretonne de Riothamus à Déols en Aquitaine. Il n'est pas impossible d'ailleurs que cette armée d'Anthemiolus ait été le renfort qu'attendait Riothamus, et qu'Euric ait réussi à vaincre les deux séparément. Le double événement pourrait se situer vers 470-471.

## Source
Chron.gall.511 no.649 : "Antimolus a patre Anthemio imperatore cum Thorisario, Everdingo et Hermiano com. stabuli Arelate directus est, quibus rex Euricus trans Rhodanum occurrit occisisque ducibus omnia vastavit"